# Маркуси
Маркуси (фр. Marcoussis) — коммуна, расположенная в южном пригороде Парижа, Франция. Расположена в 24,8 км (15 миль) от центра Парижа.
Маркуси известно как место проведения CNR (Национальный центр регби), где сборная Франции по регби готовится к международным соревнованиям. Именно в CNR было подписано Соглашение Лина-Маркуси в январе 2003 года между воюющими сторонами в ивуарийской гражданской войне.
Рыночная деревня до 1960-х годов, Маркуси снабжала рынки Парижа помидорами и клубникой. Небольшой железнодорожный маршрут Арпажон, открытый в 1894 году, принимал продукцию в 4 часа утра каждое утро, он прекратил свою работу в 1937 году.

## География
Маркуси расположен к югу от Парижа, между автомагистралью RN20, на востоке и автомагистралью A10 на западе, и автомагистралью RN104, которая называется Francilienne на юге. Кроме того его пересекает RN446 и небольшая река Орге, называемая Саллемуй (ранее называемая Гаданином).

### Соседние коммуны
- Линас;
- Montlhéry;
- Nozay;
- Сен-Жан-де-Борегар;
- La Ville-du-Bois ;
- Оллайнвилль;
- Fontenay;
- Янври;
- Les Ulis;
- Вильюст.

## Население
Жителей официально называют Marcoussissiens или, по другим данным, называют Marcoussiens.
Рост населения:
- 1982 — 4465
- 1990 — 5680
- 1999 — 7226
- 2006 — 7863

## Список мэров
- Жан Монтэру — март 1977 — март 1983, — социалистическая партия
- М. Жан Монтэру — март 1983 года — май 1986 года, (décédé в течение мандата) — социалистическая партия
- Марк Ногес — июнь 1986 — март 1989, — социалистическая партия
- Даниэль Хоче — март 1989 года — март 1995 года — правоцентрист
- Эрик Кочард — март 1995 года — январь 2003 года — социалистическая партия
- Оливье Томас — январь 2003—2014 — социалистическая партия, член совета региона Иль-де-Франс

## История
Существуют очень старые следы оккупации, в частности, полировальная машина, найденная на южном склоне долины. Деревня действительно начала развиваться вокруг монастыря Святого Wandrille, в зависимости от аббатства Святого Wandrille. В 854 году в хартии Карла Лысого упоминается Маркуси. Первоначально, это было бы абсолютно необходимо для одного виноградника в Bution, около Arpajon. Монахи, потерявшие Бутион, поселились в Маркуси в начале XII века. Отсутствие записей мешает точному описанию того, что было монастырем в то время. Известно только, что в 1298 году здесь оставался только один монах, а в деревне проживало 120 человек. Селестин прибыл в начале XV века и поглотил имущество старого разрушенного монастыря. Но история Маркуси также включает строительство, желаемое Жаном де Монтегю в 1404—1408 годах. Министр финансов Франции Карл VI построил здесь свой замок (из которого сохранились только основание и башня, известную как Oubliettes), монастырь Селестин (остатки подвалов и часть ворот) и приказал восстановить деревенской церкви. В церкви находится великолепная мраморная статуя Девы Марии, подаренная Жаном де Берри монастырю Селестин. Короли пришли на охоту в Маркуси, и там остается королевский дом, построенный при Людовике XV. Там было командование ордена Святого Иоанна Иерусалимского с XIII века (брат Baudoyn командир «Мезон потопа» в 1290 году); хранилище все ещё видно. На плато недалеко от Нозая находится важное учреждение приютов Alcatel, исследовательских лабораторий.

### Новейшее время
- С 2002 года на поле Bellejame на востоке коммуны, заброшенном на протяжении десятилетий, появилось здание CNR (Национальный центр регби), где тренируется французская команда.
- Клеберские соглашения были подписаны в CNR в январе 2003 года между правительством Кот-д’Ивуара и повстанцами Севера.
- 29 июля 2007 года впервые город был отправным пунктом 20-го этапа Тур де Франс 2007 года .

## Известные люди, связанные с городом
- Кэтрин Анриетт де Бальзак Д’Энтраг, была дочерью лорда Маркуси Франсуа Бальзак д’Антраг, она была любовницей Генриха IV Франции, который обещал жениться на ней.
- Жан-Жак Руссо провел несколько дней в Маркусси в 1750—1751 годах, о которых он говорит в «Исповеди»
- Жан-Батист-Камиль Коро несколько раз останавливался в Маркусси вместе со своим другом художником Дюмаксом. Из этих остановок он оставил несколько картин, сувенир которых Маркуси, также называемый « Ла-Шарет», является одним из главных произведений искусства в музее Орсе.
- Виктор Адольф Малте-Брун, известный географ, умер в своем доме в Маркусси, на улице, которая носит его имя сегодня.
- Луи Маркусси, художник польского происхождения, присвоил свое имя Маркусу Маркусси по совету своего друга Гийома Аполлинера.
- Граф Аймар де ла Бауме Плувинель, астроном, член Академии наук, пионер фотографирования небесных тел.[7]
- Иб Браас, датский современный художник и скульптор, который жил и работал здесь с 1968 года до своей смерти в 2009 году.[8]

## Транспорт
Ближайшая к Маркуси станция — станция Сен-Мишель-сюр-Орж на линии RER Paris.  , Эта станция находится в коммуне Сен-Мишель-сюр-Орж, 5.7 км (3,5 миль) из центра города Маркуси. Маркуси не обслуживается ни станцией парижского метро, ни RER, ни пригородной железнодорожной сетью.

## Важные события
Фестиваль клубники продолжается, хотя массовое выращивание клубники прекратилось в начале 1980-х годов, тогда как раньше оно производилось в больших количествах.

### Бино карнавал
Весной каждый год карнавал Бино наполняет улицы поселка. Этот карнавал, согласно некоторым источникам, посвящен министру Жан-Мартиалу Бино (1805—1855), который при Наполеоне III принял непопулярные меры, сократив расходы государства. Карнавал проходит в следующих городах: Арпаджон, Левиль-он-Ячмень, Нозай, Город-Вуд. Маркуси не участвует в официальной процессии поплавков и мажореток, но проводит популярный фестиваль, организованный его гражданами. Покрытая марионетка в черных брюках и фрак, увенчанная шляпным цилиндром, и трехцветный шарф носят молодые люди, которым в этом году исполнилось 18 лет (бывшие призывники, в настоящее время мальчики и девочки), одетые в одинаковые костюмы. , За ними следуют наряженные танки и жители. Для определённых групп подготовка к «Bineau» длится несколько месяцев (выбор темы, костюмов и конструкции поплавка, который рисует трактор). За последние десять лет несколько групп были мобилизованы, чтобы сделать этот фестиваль успешным. Процессия начинается около 3 часов дня и пересекает город по главной улице с востока на запад, заканчивая на площади Республики в сумерках. По пути несколько остановок происходят среди домов людей, которые щедро предлагают напиток тем, кто находится в процессии. Бине находится на вершине большой кучи соломы, сложенной за предыдущие дни и подожженной. Толпа образует большой огонь вокруг огня, пока не погаснет. Это один из величайших моментов в жизни коммуны, где царят радость и хорошее настроение как Мастера, и которые многие Маркуссионцы не упустят ни под каким предлогом.

## Культурное наследие

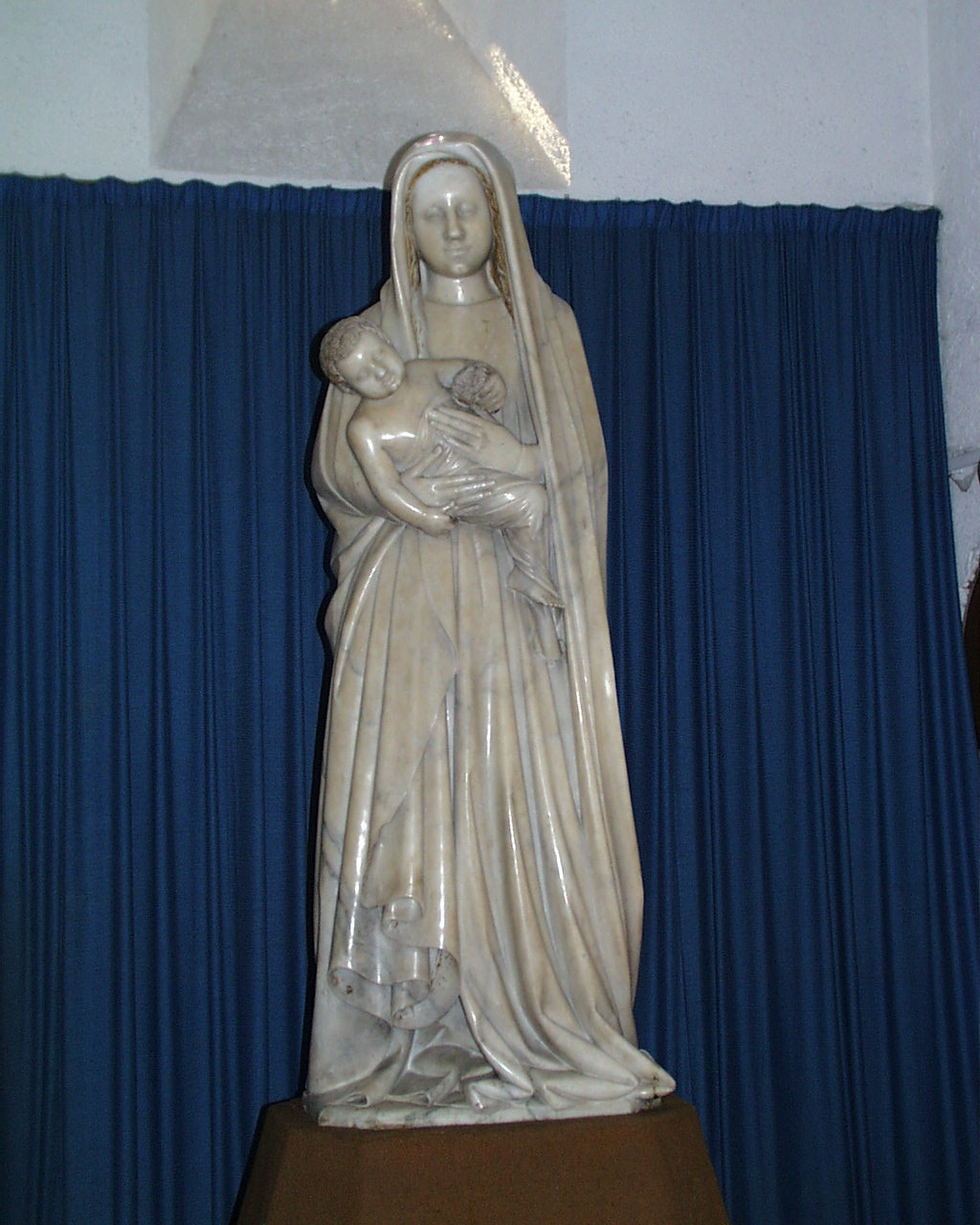
Мраморная статуя Девы Марии (Церковь Сент-Мари-Мадлен)
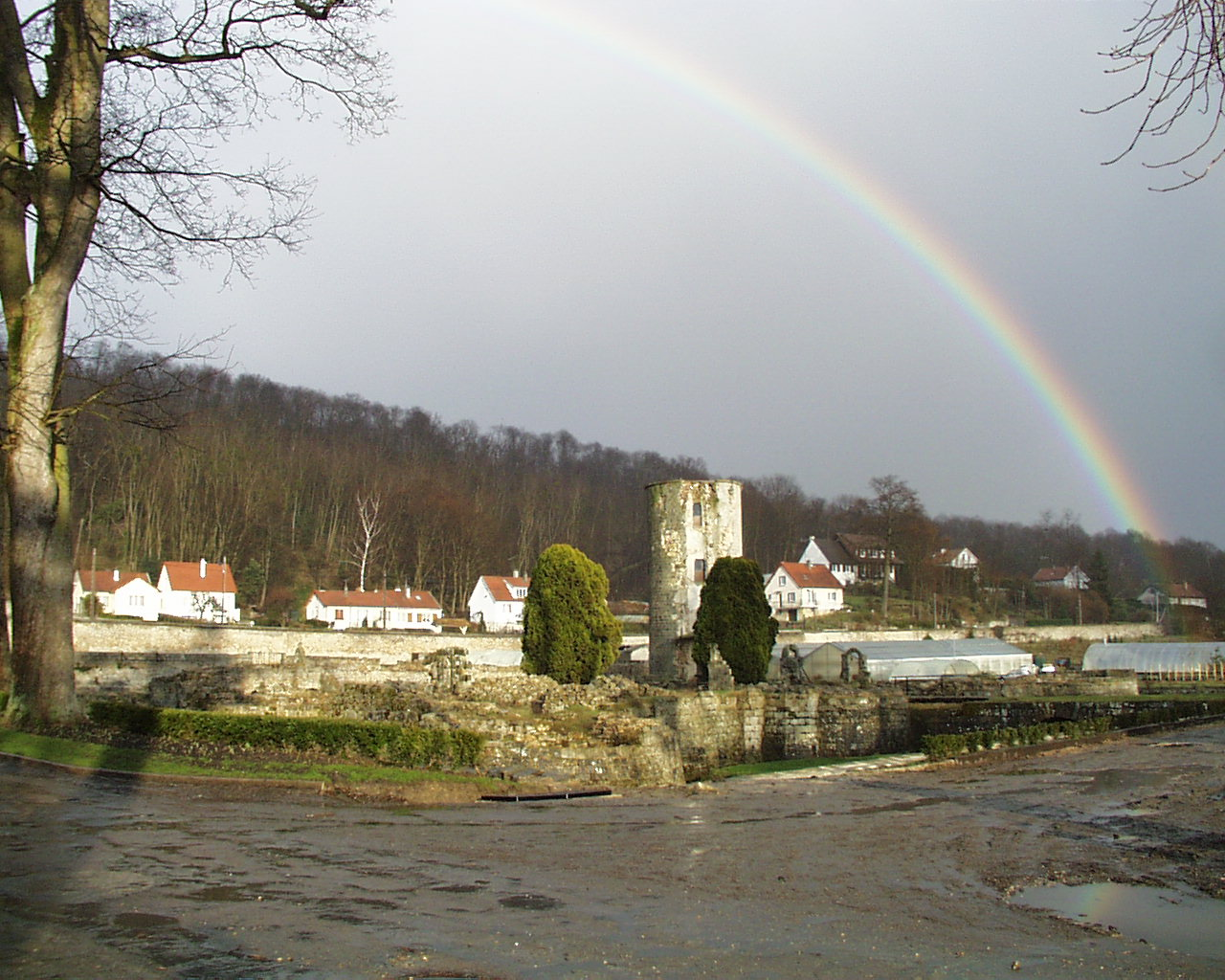
Руины Шато де Жан де Монтегю
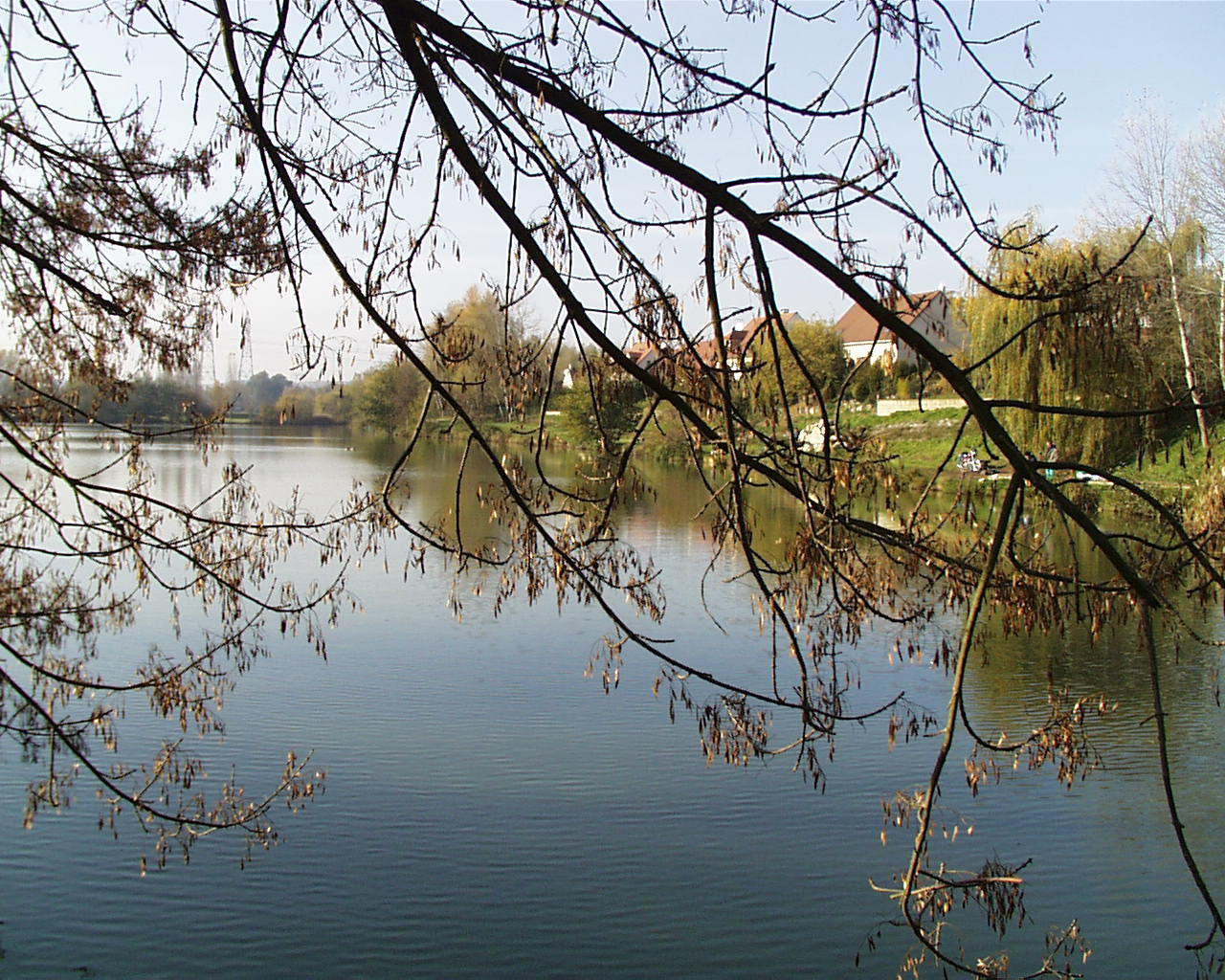
Озеро
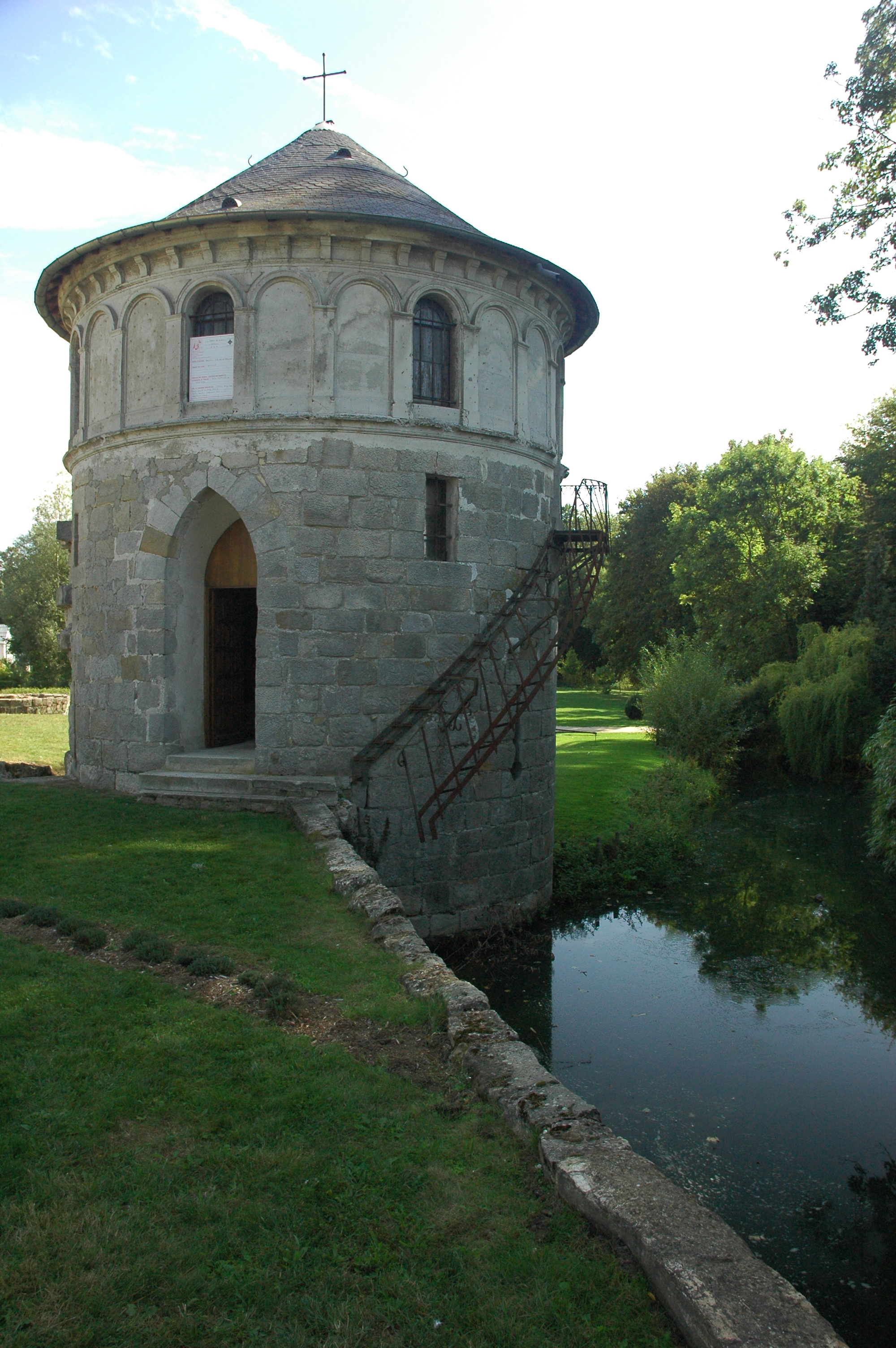
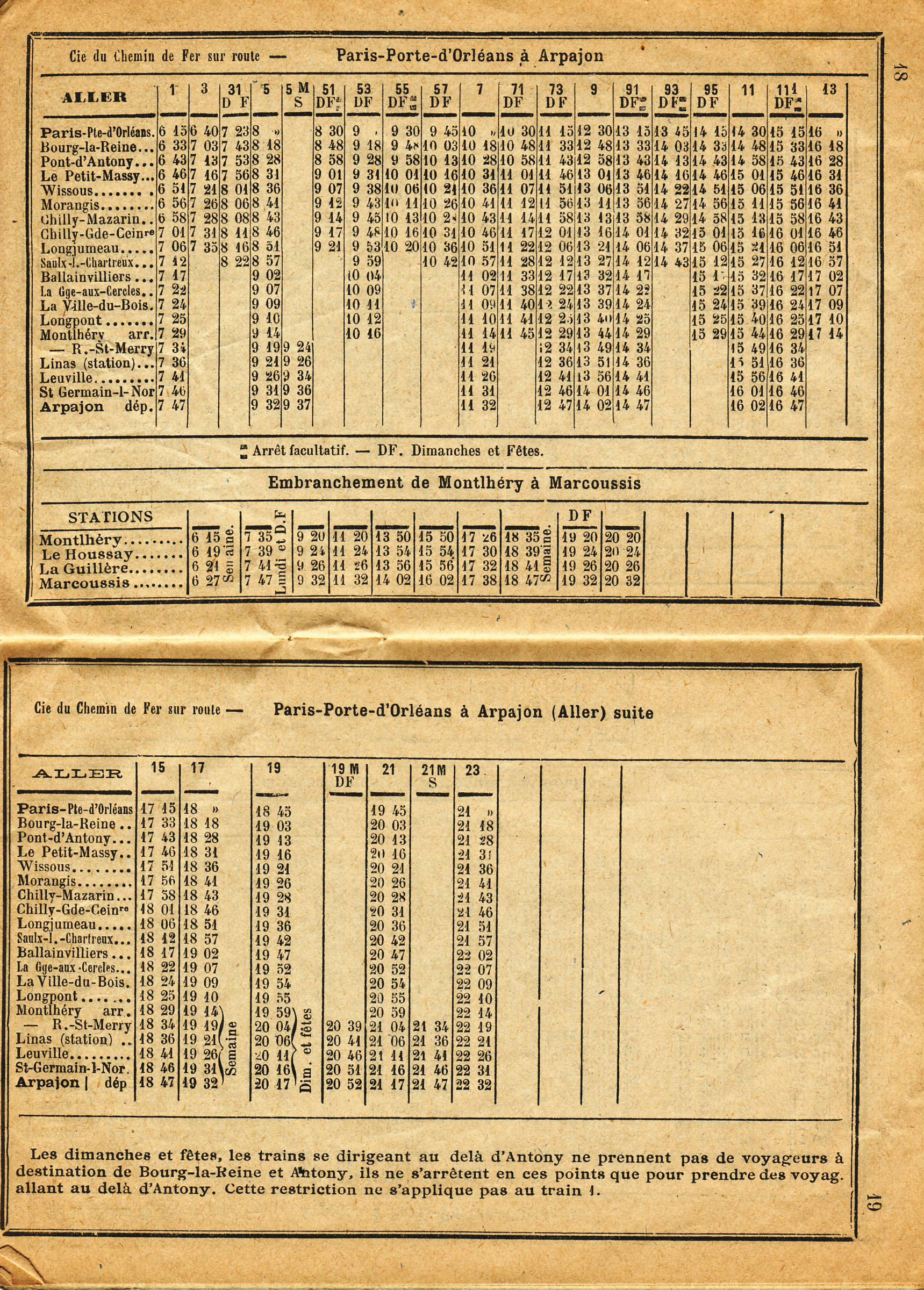
Маршрут [Arpajonnais], летом 1926 года : Paris - Арпажон and Маркуси

Приходская церковь Сент-Мари-Мадлен (Sainte-Marie-Madeleine, церковь св. Марии Магдалины) была построена Жаном де Монтегю в то же время, что и её замок в начале XV века, указана в дополнительном перечне исторических зданий указом от 17 декабря 1965 года. Неф с тремя пролетами был построен в середине XVI века Жанной д’Амбуаз, дочерью амирала де Гравилля, чьи гербовые опоры украшают ключ центрального перехода. Внутри храма можно любоваться Богородицей с младенцем из мрамора Каррары, высотой 2 метра, творением Жана де Камбре для герцога Берри, сделавшего из этого подарок монастырю Селестин в 1408 году, оно было классифицировано как историческое здание. по состоянию на 1896 г. Фасад выполнен в стиле готической архитектуры, дверь выполнена в соответствии с контуром в соответствии с, витраж с верхом входной двери представляет собой гербовые опоры лордов Маркуси: Монтегю, Гравилля, Бальзака и Iliers d 'Entragues и Esclignac.

### Остатки замка Монтегю
Был отдан ученикам-сиротам Отей в 1940 году Женевьевой де ла Боме-Плувинель, c земельным участком и современным замком, при условии, что это будет школа садоводства, которая будет носить имя Святого Антония в знак уважения к её брату, который умер в 18 лет во время Первой мировой войны. Что остается сегодня и находится под охраной:
- башня въездного замка,
- вышка и территория с планировкой замка, отнесенная к названию исторических зданий государственным постановлением от 9 июля 1984 года,
- арочные подвалы, внесенные в реестр дополнительных исторических зданий указом от 21 декабря 1984 года.

### Замок Селестинс
Принадлежит коммуне, в котором в настоящее время находится школа искусств, построенная в 1859 году на месте монастыря, посвященного Святой Троице, который был завершен в 1408 году и оккупирован Селестинсом. Монастырь был подожжен во время Религиозных войн, а затем разрушен в начале Французской революции.

### Остатки замка Bellejame
Замок был разрушен в результате пожара в 1976 году, а в прилегающем парке теперь находится Национальный центр регби в его северной части. В южной части парк управляется генеральным советом Эссонна и имеет:
- Холодильник, который использовался для хранения льда, извлеченного из близлежащих вод
- Арочный источник;
- Остатки гидроцилиндра.

### Старый Бейливик
Это здание сейчас используется как развлекательный центр, оно было построено в последней четверти XVIII века. Муниципальная собственность, проиндексированная, но не охраняемая указом исторических зданий.

### Старое Командование Потопа
Ферме Женераль из Потопа, в том числе остатки хранилища, посвященного Иоанну Крестителю, начиная с XII века и частично перестроен в четырнадцатом и семнадцатом веках. Это единственный пережиток того времени, когда он принадлежал ордену тамплиеров, и до того, как он перешел в руки Мальтийского ордена, он был затем объединен в Сен-Жан-де-Латран в Париже. Частная собственность, указана в указе исторических зданий, но не охраняется.

### Различные замки и замечательные резиденции
- Дом Короля: Он был построен во времена правления Людовика XV и использовался для королевской охоты. В настоящее время это частная собственность, частично классифицированная как историческое здание указом от 26 ноября 1968 года (защита фасадов и крыш).
- Château du Bel-Ebat Beautiful-Plays about: Расположен на плите, он был перестроен в XIX веке, это частная резиденция.
- Замок Круглого дуба: собственность Министерства военно-морского флота с 1946 года, в нём размещалась радиолокационная исследовательская лаборатория. Среди прочего, исследование охватывало приложения по разработке радиотелескопа Nançay.
- Замок Потопа: Расположенный позади старого командования, он был построен в 1857 году; сейчас частная собственность.
- Поле Брамблов: расположено более 3 км от центра деревни, он принадлежит коммуне Бур-ла-Рейн, которая превратила его в центр отдыха, теперь он заброшен.
- Ferme de l’Hôtel-Dieu: знаменитый своим каркасом «Филиберту Делорму» начала XIX века, он расположен на улице Вольтер в районе Гю.

## Города-побратимы
- город Вальдзассен, расположенный в Баварии (Германия) — с 1970 года.
- деревня Берегадугу расположенная в провинции Комо на юге Буркина-Фасо (Африка) — с 1998 года.
- город Марианские-Лазни в Чешской Республике, является побратимом Маркусси в результате пакта о международной дружбе в 1995 году, который привел к присяге на побратимство в мае 2005 года и официальной подписи побратимства на 23 сентября 2006 г.
- Ньютон Стюарт — с 2013 года.

## Тур де Франс
В 2007 году Маркусси стал началом финальной стадии турнира Тур де Франс. Протяженность этапа составляла 130 километров (81 миль) и заканчивался восемью кругами вокруг Елисейских полей.